# Прикрашені черепахи
Прикрашені черепахи (Pseudemys) — рід черепах підродини Довгошиї черепахи родини Прісноводні черепахи. Має 8 видів.

## Опис
Це найбільші черепахи з Прісноводних черепах. Їх загальна довжина коливається від 28 до 44 см, вага сягає 10 кг. Голова невелика. Шия досить витягнута. Панцир сплощений, обтічний. Його вкрито дрібними зморшками. Ноги сильні, особливо задні, мають розвинені перетинки, доволі гострі кігті, особливо вони довгі у самців.
Забарвлення голови та шиї являє собою малюнок з жовтих хвилястих смуг або плям. Боки голови яскравого кольору. Карапакс оливкового або коричневого кольору зі світлими смугами. Нижня частина жовтого або бежевого забарвлення. Тіло темне. Молоді черепахи забарвленні значно яскравіше за дорослих.

## Спосіб життя
Полюбляють водойми, зокрема річки, озера, ставки, озера. Більшу частину життя проводять у воді, час від час заповзають на теплі ділянки суходолу. Активні вдень. Харчуються ракоподібними, молюсками, рибою, рослинами.
Самиці відкладають від 20 до 31 яйця.

## Розповсюдження
Мешкають на півдні США та у Мексиці.

## Види
- Pseudemys alabamensis
- Pseudemys concinna
- Pseudemys gorzugi
- Pseudemys nelsoni
- Pseudemys peninsularis
- Pseudemys rubriventris
- Pseudemys texana